# Ahmet Özhan

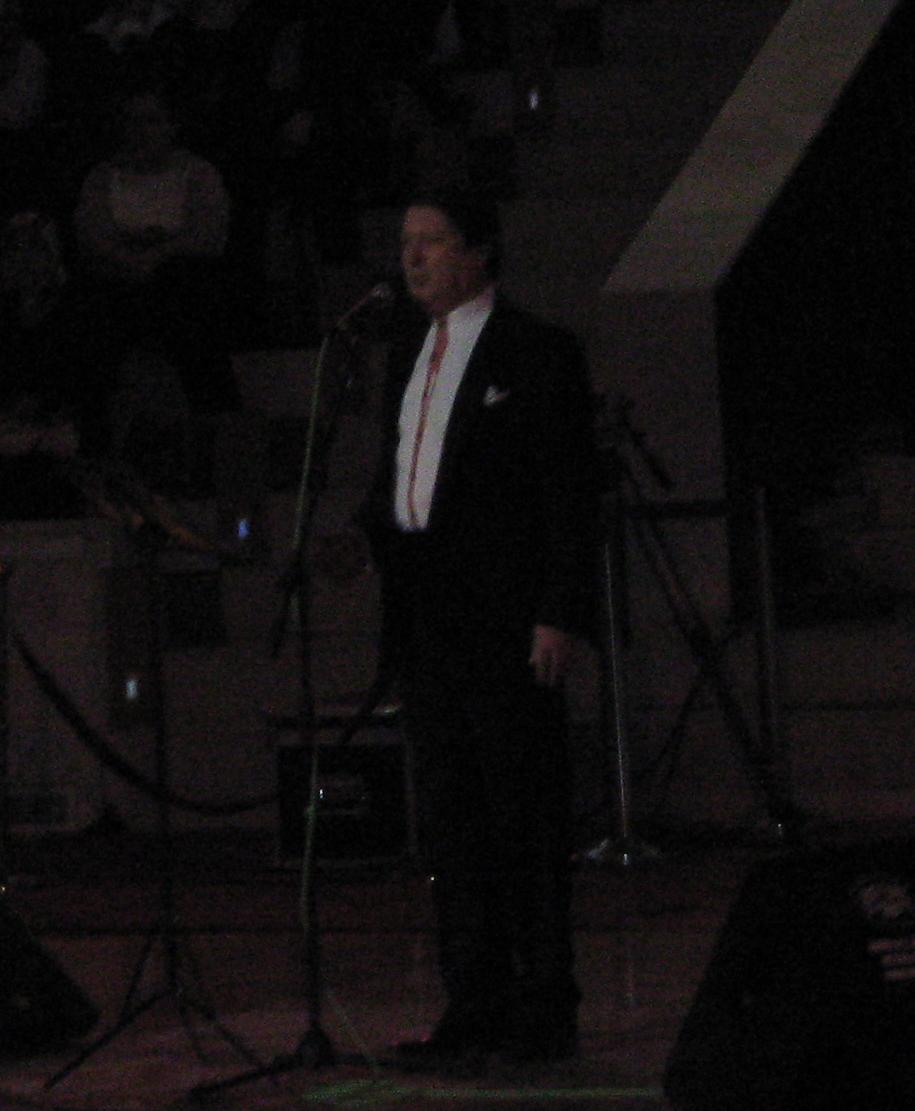
Ahmet Özhan (2010)

Ahmet Özhan (* 26. August 1950 in Urfa) ist ein türkischer Sänger, der klassischen türkischen und mystischen Musik (Sufi-Musik).

## Leben und Karriere
Ahmet Özhan wurde in Urfa geboren, wo sein Vater Ali Nazmi Katıöz als Polizeichef tätig war.
Im Jahr 1967 besuchte er das Konservatorium in Istanbul und erhielt dort eine klassische Gesangsausbildung; gleichzeitig lernte er bei Emin Ongan aus dem Istanbuler Stadtteil Üsküdar.
Im Jahr 1987 nahm er an der türkischen Vorentscheidung zum Eurovision Song Contest 1987 mit dem Song Gülümse Biraz teil.
Im Jahr 1991 wurde Ahmet Özhan vom türkischen Kultusministerium zum Direktor des Chors für Historische Istanbuler Musik ernannt, 1998 erhielt er schließlich die Auszeichnung eines Staatskünstlers.
Er ist Mitglied im Staatsensemble für klassische türkische Musik. Er präsentiert dort bei öffentlichen Auftritten nicht nur klassische İlahis (mystische Lieder) bekannter türkischer und persischer Dichter, sondern nimmt auch an der musikalischen Untermalung der traditionellen Sema-Veranstaltung der Mevlevi-Tariqa teil, die im Westen unter dem Namen „Tanzende Derwische“ bekannt ist.
Im Rahmen dieses Staatsensembles hat Ahmet Özhan eine große Anzahl an Ländern in Europa und Asien bereist.

## Diskografie

### Alben
| - 1970: Unutulmayan Sevgili - 1970: Düşte Gör - 1974: Ahmet Özhan - 1974: Kader - 1974: Bir Dünya Yarattım - 1975: Klasikleri - 1975: Günümüzün Sevilen Şarkılrı - 1976: Meftunun Oldum - 1976: 76 - 1977: Bir Tanem - 1978: Geceler Gariplerindir - 1981: Güneşin Battığı Yerde - 1984: Hüzün - 1985: Ömrümün Baharı - 1986: İlahiler - 1987: Ahmet Özhan'dan Seçmeler - 1987: Hoşgeldin - 1988: Gel - 1991: Gönül Kuşu | - 1992: Güldeste - 1998: Güldeste 2 - 1998: Güldeste 3 - 1998: Ateş-i Aşk / Türk Tasavvuf Müziği Klasikleri, Vol. 1-5 - 2002: Rüya - 2003: Ben Seni Unutamam - 2003: Nostalji - 2005: Hüzünlü Gurbet - 2005: Mevlana'nın Dilinden - 2006: Ramazan İlahileri - 2007: Yüzyılın Şarkıları - 2007: Edeb Ya Hu - 2011: Eski Dostlar - 2012: Niyazî-i Mısrî İlahileri - 2013: Son Nebî - 2014: Gülmira - 2018: Hulûs-i Aşk - 2019: Hulûs-i Aşk - 2 |

### Kompilationen
- 2016: Best Of İlahiler ve Düetler

### EPs
- 2012: Itri

### Bekannte Songs
- Seni Aşksız Bırakmam
- Şu Benim Divane Gönlüm
- Gülünce Gözlerinin İçi Gülüyor
- Bana Seni Gerek Seni (mit Gülben Ergen)

## Auszeichnungen
- 2004: Kral Türkiye Müzik Award in der Kategorie Bester Sänger der türkischen Kunstmusik
- 2004: Altın Kelebek Award in der Kategorie Bester Sänger der türkischen Kunstmusik
- 2007: Altın Kelebek Award in der Kategorie Bester Sänger der türkischen Kunstmusik
- 2008: Altın Kelebek Award in der Kategorie Bester Sänger der türkischen Kunstmusik
- 2009: Altın Kelebek Award in der Kategorie Bester Sänger der türkischen Kunstmusik
- 2012: Altın Kelebek Award in der Kategorie Bester Sänger der türkischen Kunstmusik